# Henry Chettle
Henry Chettle (* um 1560; † um 1607) war ein englischer Dramatiker und vielseitiger Autor des Elisabethanischen Zeitalters und zu seiner Zeit sehr populär.
Henry Chettle war der Sohn eines Färbers in London und ab 1577 Lehrling bei einem Buchverleger (in der Stationers Company). 1584 hatte er seine Lehre beendet und 1591 wurde er Partner von zwei anderen Verlegern, William Hoskins und John Danter. Er arbeitete mit Schriftstellern wie Robert Greene und Thomas Nashe (mit dem er schon Ende der 1580er Jahre zusammenarbeitete) und gab Greene’s Groatsworth of Witte 1592 nach dessen Tod heraus (manche vermuteten ihn auch als Ko-Autor). Darin wird eine Person, die meist mit William Shakespeare identifiziert wird, herabsetzend als aufstrebende Krähe und Szenenerschütterer mit einem Tigerherz beschrieben, in seiner Satire Kind-Harts Dreame von 1592 lobt Chettle dagegen Shakespeare. Diese Bezüge zeigen seine Verbindung zu Theaterautoren, und er ging nach Misserfolgen als Verleger schließlich selbst dazu über, Theaterstücke zu schreiben.
Er hatte zunächst einen Ruf als Autor von Komödien (zum Beispiel Piers Plainnes Seaven Years Prentiship, 1595) und Francis Meres nannte ihn 1598 einen der besten englischen Komödienschreiber. Von 1598 bis 1603 soll er an 49 Theaterstücken beteiligt gewesen sein, veröffentlicht und erhalten sind davon nur fünf. Dabei arbeitete er mit Anthony Munday (The death of Robert, Earl of Huntington und The Downfall of Robert, Earl of Huntington, beide 1601), Thomas Dekker (The pleasant Comodie of Patient Grissill 1603) und John Day (The blind beggar of Bednall-Green, 1600, publiziert 1659) zusammen, aber auch mit  Ben Jonson. Das einzige erhaltene Stück von Chettle als alleinigem Autor ist The Tragedy of Hoffman (veröffentlicht 1631), er soll aber etwa 13 Stücke verfasst haben. Von seinen Komödien ist keine erhalten.
The tragedy of Hoffman ist eine Rachetragödie im Stil von Thomas Kyd mit gewissen oberflächlichen Ähnlichkeiten zu Shakespeares Hamlet. Hoffman ist der Sohn eines Admirals, der vom Herzog von Lüneburg als Pirat hingerichtet wurde, indem eine glühende Eisenkrone auf sein Haupt gesetzt wurde. Das Stück beginnt in einer Brandungshöhle an der Küste, in der Hoffman als Schiffbrüchiger strandet, zusammen mit Otho, dem Sohn des Herzogs von Lüneburg. Hoffman ermordet zunächst diesen, nimmt mit Hilfe von dessen Diener dessen Rolle an und schleicht sich so an den Hof des Herzogs von Lüneburg, wo er seine Rache fortsetzt. Dass er sich in die Herzogin, die Mutter von Otho, verliebt, führt zu seinem Untergang. Er wird auf dieselbe Art wie sein Vater hingerichtet.
Sein Englands Mourning Garment von 1603 ist eine Elegie auf Königin Elizabeth.